# Folkstaten Württemberg
Folkstaten Württemberg var en republik som ingick i Tyska riket 1918-1945.

## Författning
Enligt författningen av
25 september 1919 var Württemberg en republik (Freier volkstaat Württemberg). Högsta statsmakten innehades av lantdagen, som ensam utövade lagstiftningen,
tillsatte regeringen, vars president kallades
"statspresident" och var ansvarig inför lantdagen, och vakade över lagarnas upprätthållande. Den bestod av en kammare om 150 ledamöter, valda för 4 år medelst allmän rösträtt i proportion av en ledamot för vart 25 000-tal invånare. Regeringen bestod av 13 ledamöter:
utrikes-(statspresidenten), justitie-, inrikes-,
arbets-, finans-, kyrko- och undervisnings-samt livsmedelsministrarna, understatssekreteraren för kommunikationsväsendet och 5 andra ministrar.

## Förvaltning
I administrativt hänseende indelades Württemberg i 4 kretsar
(Kreise), 64 distrikt (Oberämter) och 1 902 kommuner
(Gemeinden). I spetsen för varje krets stod en kretsregering och för varje distrikt en Oberamtmann
(i Stuttgart, som är eget distrikt, en Stadtdirektor), och jämte honom ett delvis beslutande råd (bezirksrat) aí 6 ledamöter, valda för tre år av distriktets representation (Amtsversammlung),
vars huvudfunktion är dess ekonomi och som består av 20-30 ledamöter med den förstnämnde som ordförande. I
spetsen för varje kommun står en, i de större av landsregeringen, i de mindre av kretsstyrelsen vald ledare (Schultheiss). Rättskipningen utövades av en högsta domstol (Oberlandesgericht) i Stuttgart. 8
landsdomstolar (landge-richte) i Stuttgart,
Heilbronn, Tübingen, Rottweil, Ellwangen,
Hall, Ulm och Ravensburg och 64 amtsdomstolar
(Amtsgerichte). Huvudstad var Stuttgart.

## Finanser
Budgeten l april 1919-31 mars 1920 upptog inkomsterna till 487,02 miljoner mark och utgifterna till 208,79 miljoner mark brutto och 174,5 miljoner mark nettoinkomster samt 197,62 mill. mk nettoutgifter,
d. v. s. ett deficit på 23,12 mill. mk. Största posten på inkomstsidan var de direkta skatterna
(208,9? mill. mk) och på utgiftssidan anslag på grund af dyrtiden (89,4 mill. mk). Bland inkomsterna märks f. ö. statsegendomarnas avkastning (51,46 miljoner mark)
samt indirekta skatter (9,34 miljoner mark) och bland utgifterna de för statsskulden (31,77 miljoner mark),
för kyrka och undervisning (26,65 miljoner mark) samt för pensioner (15,45 miljoner mark). Statsskulden utgjorde
769,90 miljoner mark (1919).

## Flagga och statsvapen
Landsfärgerna var svart och mörkrött, och vapnet innehåller på guldgrund tre svarta hjorthorn på högra och tre svarta leoparder på vänstra halvan av den lodrätt tudelade skölden samt valspråket "Fruchtlos und trew" (orädd och trogen).

## Källa
Den här artikeln är helt eller delvis baserad på material från Nordisk familjebok, Württemberg, 1904–1926.